# Powiat Higashimatsuura
Powiat Higashimatsuura (jap. 東松浦郡 Higashimatsuura-gun) – powiat w Japonii, w prefekturze Saga. W 2024 roku liczył 5184 mieszkańców.

## Miejscowości
- Genkai